# Chersotis capnistis
Chersotis capnistis là một loài bướm đêm trong họ Noctuidae.